# Campeonato Brasileiro de Futebol de 1974
O Campeonato Brasileiro de Futebol de 1974, originalmente denominado Campeonato Nacional de Clubes pela CBD, foi a 19.ª edição do Campeonato Brasileiro e que terminou com o clube carioca Vasco da Gama se consagrando campeão.
Como era ano de Copa do Mundo, a pressão para aumentar o número de clubes no Campeonato Brasileiro foi deixada um pouco de lado, para dar uma maior atenção à Seleção Brasileira de Futebol. Permaneceram, portanto, quarenta clubes em uma única divisão para todo o campeonato, porém incluindo o inédito critério de maior renda no critério de desempate, que favoreceu a classificação do Nacional/AM e do Fluminense para a segunda fase.

## Participantes
| Equipe                 | Cidade         | Estado | Título(s)                                  |
| ---------------------- | -------------- | ------ | ------------------------------------------ |
| America                | Rio de Janeiro | GB     | 0 (não possui)                             |
| América de Natal       | Natal          | RN     | 0 (não possui)                             |
| América Mineiro        | Belo Horizonte | MG     | 0 (não possui)                             |
| Atlético Mineiro       | Belo Horizonte | MG     | 2 (1937 e 1971)                            |
| Atlético Paranaense    | Curitiba       | PR     | 0 (não possui)                             |
| Avaí                   | Florianópolis  | SC     | 0 (não possui)                             |
| Bahia                  | Salvador       | BA     | 1 (1959)                                   |
| Botafogo               | Rio de Janeiro | GB     | 1 (1968)                                   |
| Ceará                  | Fortaleza      | CE     | 0 (não possui)                             |
| CEUB                   | Brasília       | DF     | 0 (não possui)                             |
| Comercial-MS           | Campo Grande   | MT     | 0 (não possui)                             |
| Corinthians            | São Paulo      | SP     | 0 (não possui)                             |
| Coritiba               | Curitiba       | PR     | 0 (não possui)                             |
| Cruzeiro               | Belo Horizonte | MG     | 1 (1966)                                   |
| CSA                    | Maceió         | AL     | 0 (não possui)                             |
| Desportiva Ferroviária | Cariacica      | ES     | 0 (não possui)                             |
| Flamengo               | Rio de Janeiro | GB     | 0 (não possui)                             |
| Fluminense             | Rio de Janeiro | GB     | 1 (1970)                                   |
| Fortaleza              | Fortaleza      | CE     | 0 (não possui)                             |
| Goiás                  | Goiânia        | GO     | 0 (não possui)                             |
| Grêmio                 | Porto Alegre   | RS     | 0 (não possui)                             |
| Guarani                | Campinas       | SP     | 0 (não possui)                             |
| Internacional          | Porto Alegre   | RS     | 0 (não possui)                             |
| Itabaiana              | Itabaiana      | SE     | 0 (não possui)                             |
| Nacional-AM            | Manaus         | AM     | 0 (não possui)                             |
| Náutico                | Recife         | PE     | 0 (não possui)                             |
| Olaria                 | Rio de Janeiro | GB     | 0 (não possui)                             |
| Palmeiras              | São Paulo      | SP     | 6 (1960, 1967, 1967 RGP, 1969, 1972, 1973) |
| Paysandu               | Belém          | PA     | 0 (não possui)                             |
| Portuguesa             | São Paulo      | SP     | 0 (não possui)                             |
| Remo                   | Belém          | PA     | 0 (não possui)                             |
| Rio Negro-AM           | Manaus         | AM     | 0 (não possui)                             |
| Santa Cruz             | Recife         | PE     | 0 (não possui)                             |
| Sampaio Corrêa         | São Luís       | MA     | 0 (não possui)                             |
| Santos                 | Santos         | SP     | 6 (1961, 1962, 1963, 1964, 1965, 1968 RGP) |
| São Paulo              | São Paulo      | SP     | 0 (não possui)                             |
| Sport                  | Recife         | PE     | 0 (não possui)                             |
| Tiradentes-PI          | Teresina       | PI     | 0 (não possui)                             |
| Vasco da Gama          | Rio de Janeiro | GB     | 0 (não possui)                             |
| Vitória                | Salvador       | BA     | 0 (não possui)                             |

## Fórmula de disputa
Primeira Fase: Em turno único, duas chaves com vinte clubes em cada. Classificando para a próxima fase os dez primeiros colocados de cada chave, mais os dois próximos na classificação independente de chave, mais os dois clubes com maior arrecadação/público entre os não classificados pelos critérios anteriores.
Segunda Fase: Quatro grupos com seis clubes, em turno único. Classificando para a próxima fase o campeão de cada grupo.
Terceira Fase: Quadrangular final, turno único, onde todos os clubes se enfrentam, e sendo campeão aquele que tiver melhor campanha na fase final.

## Primeira Fase

### Grupo A

#### Resultados
| Casa/Visitante   | AM-RN | AM-RJ | AT-PR | AVA | BAH | BOT | COTB | DES | FLA | FLU | GRÊ | INT | ITA | OLA | PAY | REM | SAM | TIR | VAS | VIT |
| ---------------- | ----- | ----- | ----- | --- | --- | --- | ---- | --- | --- | --- | --- | --- | --- | --- | --- | --- | --- | --- | --- | --- |
| América de Natal |       | 1-3   | 0-1   | 1-1 | 0-1 | 1-0 |      | 0-0 | 0-2 | 1-0 | 0-2 |     | 2-0 |     | 0-0 |     |     |     | 2-3 |     |
| América-RJ       |       |       |       |     |     |     |      | 2-0 |     |     |     | 3-0 |     | 2-0 |     |     |     |     |     | 1-2 |
| Atlético-PR      |       | 1-2   |       |     | 1-0 |     |      | 1-0 | 1-2 | 3-0 |     | 1-0 |     | 4-0 |     | 2-0 |     |     | 1-1 |     |
| Avaí             |       | 0-2   | 1-0   |     | 0-2 |     | 1-2  |     | 0-1 | 2-2 | 0-1 | 1-2 |     | 0-2 | 1-2 | 3-0 |     | 0-0 |     |     |
| Bahia            |       | 1-0   |       |     |     |     | 1-1  | 1-1 | 0-2 | 1-0 | 0-1 | 0-0 |     | 1-0 | 2-1 | 1-1 |     |     |     | 1-1 |
| Botafogo         |       | 1-1   | 3-1   | 5-1 | 0-0 |     |      |     | 0-2 | 1-0 |     | 2-3 |     | 0-0 |     |     |     |     |     |     |
| Coritiba         | 0-1   | 0-1   | 0-1   |     |     | 3-2 |      |     | 2-1 |     | 0-2 | 1-1 | 3-0 | 1-1 |     |     |     | 3-2 |     | 1-1 |
| Desportiva       |       |       |       | 1-0 |     | 2-3 | 0-1  |     |     | 1-1 | 0-5 |     | 1-0 | 0-1 | 0-0 |     | 2-1 | 1-0 | 0-0 | 1-1 |
| Flamengo         |       | 2-1   |       |     |     |     |      | 4-0 |     | 0-0 | 1-0 |     |     | 0-0 |     | 3-0 |     | 4-0 | 1-1 |     |
| Fluminense       |       | 1-1   |       |     |     |     | 1-1  |     |     |     | 0-1 |     | 2-1 | 2-3 | 2-0 |     |     |     |     |     |
| Grêmio           |       | 2-1   | 2-0   |     |     | 2-2 |      |     |     |     |     | 1-2 |     | 1-0 |     | 1-0 | 2-0 | 4-0 | 1-0 |     |
| Internacional    | 3-0   |       |       |     |     |     |      | 3-0 | 1-1 | 1-1 |     |     |     | 2-0 | 5-1 |     |     | 2-0 |     | 1-1 |
| Itabaiana        |       | 1-3   | 1-0   | 2-0 | 0-1 | 2-1 |      |     | 0-1 |     | 0-1 | 1-2 |     |     |     | 1-0 | 2-1 |     | 0-3 |     |
| Olaria           | 1-2   |       |       |     |     |     |      |     |     |     |     |     | 4-0 |     |     |     | 2-0 |     |     |     |
| Paysandu         |       | 0-1   | 1-1   |     |     | 3-1 | 1-0  |     | 0-0 |     | 1-1 |     | 2-0 | 2-0 |     |     | 1-0 |     | 0-0 | 1-2 |
| Remo             | 2-0   | 2-4   |       |     |     | 2-2 | 2-3  | 3-1 |     | 1-1 |     | 1-0 |     | 2-2 | 0-0 |     | 2-0 |     | 1-2 | 3-1 |
| Sampaio Corrêa   | 0-0   | 1-0   | 0-1   | 1-0 | 2-2 | 1-1 | 0-2  |     | 1-2 | 3-1 |     | 1-1 |     |     |     |     |     |     | 2-0 | 0-3 |
| Tiradentes       | 3-0   | 0-1   | 2-2   |     | 3-0 | 2-1 |      |     |     | 0-0 |     |     | 1-0 | 2-0 | 0-0 | 0-0 | 2-0 |     | 0-1 |     |
| Vasco da Gama    |       | 0-1   |       | 1-0 | 0-0 | 0-0 | 2-0  |     |     | 1-2 |     | 3-1 |     | 1-1 |     |     |     |     |     |     |
| Vitória          | 1-1   |       | 2-2   | 3-0 |     | 3-1 |      |     | 1-0 | 0-0 | 1-0 |     | 2-0 | 0-0 |     |     |     | 1-2 | 0-0 |     |

#### Classificação
| Pos. | Squadra                | Pt | J  | V  | E | D  | GF | GS | SG  |
| ---- | ---------------------- | -- | -- | -- | - | -- | -- | -- | --- |
| 1    | Grêmio                 | 30 | 19 | 14 | 2 | 3  | 30 | 8  | +22 |
| 2    | Flamengo               | 29 | 19 | 12 | 5 | 2  | 29 | 8  | +21 |
| 3    | America                | 26 | 19 | 12 | 2 | 5  | 30 | 15 | +15 |
| 4    | Vitória                | 25 | 19 | 8  | 9 | 2  | 26 | 15 | +11 |
| 5    | Internacional          | 24 | 19 | 9  | 6 | 4  | 30 | 19 | +11 |
| 6    | Atlético Paranaense    | 22 | 19 | 9  | 4 | 6  | 24 | 17 | +7  |
| 7    | Vasco da Gama          | 22 | 19 | 7  | 8 | 4  | 19 | 13 | +6  |
| 8    | Bahia                  | 22 | 19 | 7  | 8 | 4  | 15 | 14 | +1  |
| 9    | Coritiba               | 21 | 19 | 8  | 5 | 6  | 24 | 21 | +3  |
| 10   | Paysandu               | 20 | 19 | 6  | 8 | 5  | 16 | 16 | 0   |
| 11   | Tiradentes-PI          | 19 | 19 | 7  | 5 | 7  | 19 | 20 | -1  |
| 12   | Remo                   | 16 | 19 | 5  | 6 | 8  | 22 | 27 | -5  |
| 13   | Olaria                 | 16 | 19 | 5  | 6 | 8  | 17 | 22 | -5  |
| 14   | América de Natal       | 15 | 19 | 5  | 5 | 9  | 12 | 23 | -11 |
| 15   | Botafogo               | 15 | 19 | 4  | 7 | 8  | 26 | 29 | -3  |
| 16   | Fluminense             | 15 | 19 | 3  | 9 | 7  | 16 | 22 | -6  |
| 17   | Desportiva Ferroviária | 14 | 19 | 4  | 6 | 9  | 11 | 27 | -16 |
| 18   | Sampaio Corrêa         | 12 | 19 | 4  | 4 | 11 | 14 | 26 | -12 |
| 19   | Itabaiana              | 10 | 19 | 5  | 0 | 14 | 11 | 30 | -19 |
| 20   | Avaí                   | 7  | 19 | 2  | 3 | 14 | 11 | 30 | -19 |

#### Classificados
- Grêmio, Flamengo, América-RJ, Vitória, Internacional, Atlético Paranaense, Vasco da Gama, Bahia, Coritiba, Paysandu e Fluminense[2] qualificados para a proxima fase.

### Grupo B

#### Resultados
| Casa/Visitante | AM-MG | AT-MG | CEA | CEUB | COTH | CRU | CSA | FOR | GOI | GUA | NA-AM | NAÚ | OP-MS | PAL | POR | RNE | SPA | SCR | SAN | SPO |
| -------------- | ----- | ----- | --- | ---- | ---- | --- | --- | --- | --- | --- | ----- | --- | ----- | --- | --- | --- | --- | --- | --- | --- |
| América-MG     |       |       | 2-1 |      |      |     | 1-0 |     | 0-1 |     | 0-1   | 0-3 |       |     |     | 2-0 | 0-0 |     | 0-2 |     |
| Atlético-MG    | 1-1   |       |     |      | 2-1  |     |     | 0-1 | 3-1 | 0-1 |       |     | 1-0   |     |     | 0-0 |     |     | 2-1 |     |
| Ceará          |       | 1-2   |     | 2-1  | 0-1  | 1-1 |     | 1-1 |     | 0-1 |       |     | 0-0   |     | 2-1 | 1-1 |     | 1-0 | 1-1 |     |
| CEUB           | 0-2   | 2-4   |     |      | 1-2  |     |     | 1-0 | 0-0 |     |       | 0-2 |       | 1-1 | 0-0 |     | 1-1 | 1-1 | 1-3 | 1-0 |
| Corinthians    | 3-1   |       |     |      |      | 0-1 |     |     |     | 1-1 | 2-0   |     | 1-0   | 0-0 | 2-2 |     |     |     | 1-1 |     |
| Cruzeiro       | 2-2   | 1-2   |     | 1-0  |      |     |     |     |     | 0-0 | 3-0   | 1-0 |       | 0-0 | 1-1 |     | 0-1 |     |     |     |
| CSA            |       | 0-5   | 1-3 | 1-0  | 0-3  | 0-1 |     |     |     | 0-1 | 1-2   | 0-1 |       | 0-2 | 0-0 |     | 0-0 |     |     | 0-1 |
| Fortaleza      | 2-0   |       |     |      | 2-0  | 0-2 | 1-0 |     | 2-1 | 3-0 |       | 2-1 |       | 2-1 |     |     | 1-1 |     | 0-2 | 3-3 |
| Goiás          |       |       | 3-1 |      | 0-0  | 0-1 | 4-0 |     |     |     |       | 0-0 | 0-0   | 1-1 | 0-0 | 2-0 | 0-3 |     | 3-2 | 1-0 |
| Guarani        | 3-3   |       |     | 2-0  |      |     |     |     | 3-0 |     | 2-1   |     |       |     | 1-0 |     |     | 1-0 | 2-2 | 1-1 |
| Nacional-AM    | 0-2   |       | 1-1 | 0-2  |      |     |     | 2-0 | 0-3 |     |       |     | 1-2   | 2-1 | 0-1 | 1-1 | 0-1 | 1-1 | 0-1 |     |
| Náutico        |       | 2-0   | 2-1 |      | 2-0  |     |     |     |     | 1-1 | 0-0   |     | 2-0   | 0-1 | 3-1 |     |     | 0-0 | 1-1 |     |
| Operário-MS    | 1-0   |       |     | 0-0  |      | 0-0 | 3-2 | 1-0 |     | 1-0 |       |     |       | 1-0 |     | 1-1 | 0-2 | 3-0 | 1-0 | 1-1 |
| Palmeiras      | 1-0   | 1-2   | 1-1 |      |      |     |     |     |     | 0-0 |       |     |       |     | 2-2 |     | 1-0 | 4-3 | 0-4 |     |
| Portuguesa     | 0-0   | 2-2   |     |      |      |     |     | 2-1 |     |     |       |     | 3-0   |     |     |     |     |     |     |     |
| Rio Negro      |       |       |     | 1-0  | 1-1  | 0-0 | 3-1 | 1-0 |     | 1-0 |       | 2-1 |       | 0-4 | 0-1 |     | 2-4 | 2-0 |     |     |
| São Paulo      |       | 1-2   | 2-0 |      | 1-1  |     |     |     |     | 1-1 |       | 1-1 |       |     | 0-0 |     |     |     |     | 2-1 |
| Santa Cruz     | 2-3   | 3-3   |     |      | 0-0  | 1-3 | 3-0 | 0-0 | 2-1 |     |       |     |       |     | 0-0 |     | 0-0 |     |     | 0-3 |
| Santos         |       |       |     |      |      | 1-0 | 1-0 |     |     |     |       |     |       |     | 1-2 | 3-0 | 1-1 | 1-1 |     |     |
| Sport          | 2-2   | 1-0   | 1-1 |      | 1-4  | 0-0 |     |     |     |     | 0-2   | 1-0 |       | 1-1 | 1-1 | 1-1 |     |     | 1-1 |     |

#### Classificação
| Pos. | Squadra          | Pt | G  | V  | E  | P  | GF | GS | GP  |
| ---- | ---------------- | -- | -- | -- | -- | -- | -- | -- | --- |
| 1    | Atlético Mineiro | 26 | 19 | 11 | 4  | 4  | 33 | 20 | +13 |
| 2    | Cruzeiro         | 24 | 19 | 8  | 8  | 3  | 18 | 9  | +9  |
| 3    | Guarani          | 24 | 19 | 8  | 8  | 3  | 21 | 15 | +6  |
| 4    | São Paulo        | 24 | 19 | 7  | 10 | 2  | 22 | 12 | +10 |
| 5    | Santos           | 23 | 19 | 8  | 7  | 4  | 29 | 17 | +12 |
| 6    | Náutico          | 22 | 19 | 8  | 6  | 5  | 22 | 12 | +10 |
| 7    | Operário-MS      | 22 | 19 | 8  | 6  | 5  | 15 | 14 | +1  |
| 8    | Corinthians      | 22 | 19 | 7  | 8  | 4  | 26 | 16 | +10 |
| 9    | Portuguesa       | 21 | 19 | 5  | 11 | 3  | 19 | 16 | +3  |
| 10   | Fortaleza        | 20 | 19 | 8  | 4  | 7  | 21 | 19 | +2  |
| 11   | Goiás            | 20 | 19 | 7  | 6  | 6  | 21 | 18 | +3  |
| 12   | Palmeiras        | 20 | 19 | 6  | 8  | 5  | 22 | 20 | +2  |
| 13   | Rio Negro-AM     | 19 | 19 | 6  | 7  | 6  | 17 | 23 | -6  |
| 14   | Sport            | 18 | 19 | 4  | 10 | 5  | 20 | 22 | -2  |
| 15   | América Mineiro  | 16 | 19 | 5  | 6  | 8  | 19 | 25 | -6  |
| 16   | Ceará            | 16 | 19 | 4  | 8  | 7  | 19 | 23 | -4  |
| 17   | Nacional-AM      | 14 | 19 | 5  | 4  | 10 | 14 | 27 | -13 |
| 18   | Santa Cruz       | 13 | 19 | 2  | 9  | 8  | 17 | 27 | -10 |
| 19   | CEUB             | 12 | 19 | 3  | 6  | 10 | 12 | 23 | -11 |
| 20   | CSA              | 4  | 19 | 1  | 2  | 16 | 6  | 35 | -29 |

#### Classificados
- Atlético Mineiro, Cruzeiro, Guarani, São Paulo, Santos, Náutico, Operário-MS, Corinthians, Portuguesa, Fortaleza, Goiás,[3] Palmeiras[3] e Nacional-AM[2] qualificados para a proxima fase.

## Segunda Fase

### Grupo 1
| Time | Time      | P  | J | V | E | D | GP | GC | SG  |
| ---- | --------- | -- | - | - | - | - | -- | -- | --- |
| 1    | Cruzeiro  | 10 | 5 | 5 | 0 | 0 | 11 | 3  | 8   |
| 2    | Palmeiras | 8  | 5 | 4 | 0 | 1 | 10 | 5  | 5   |
| 3    | Flamengo  | 5  | 5 | 2 | 1 | 2 | 12 | 7  | 5   |
| 4    | Guarani   | 4  | 5 | 2 | 0 | 3 | 5  | 7  | -2  |
| 5    | Bahia     | 2  | 5 | 0 | 2 | 3 | 3  | 8  | -5  |
| 6    | Paysandu  | 1  | 5 | 0 | 1 | 4 | 3  | 14 | -11 |

|     | BAH | CRU | FLA | GUA | PAL | PAY |
| --- | --- | --- | --- | --- | --- | --- |
| BAH | —   | 0-1 | 1-1 | —   | —   | 1-1 |
| CRU | —   | —   | —   | 1-0 | 2-1 | 4-1 |
| FLA | —   | 1-3 | —   | 3-0 | —   | 6-0 |
| GUA | 3-1 | —   | —   | —   | —   | —   |
| PAL | 2-0 | —   | 3-1 | 2-1 | —   | —   |
| PAY | —   | —   | —   | 0-1 | 1-2 | —   |

|  |                                   |
|  | Classificado para a terceira fase |

### Grupo 2
| Time | Time             | P | J | V | E | D | GP | GC | SG |
| ---- | ---------------- | - | - | - | - | - | -- | -- | -- |
| 1    | Vasco da Gama    | 8 | 5 | 3 | 2 | 0 | 7  | 0  | 7  |
| 2    | Vitória          | 6 | 5 | 2 | 2 | 1 | 5  | 3  | 2  |
| 3    | Atlético Mineiro | 5 | 5 | 2 | 1 | 2 | 8  | 6  | 2  |
| 4    | Corinthians      | 4 | 5 | 1 | 2 | 2 | 3  | 5  | -2 |
| 5    | Nacional-AM      | 4 | 5 | 1 | 2 | 2 | 3  | 6  | -3 |
| 6    | Operário-MS      | 3 | 5 | 1 | 1 | 3 | 2  | 8  | -6 |

|     | CAM | COR | NAC | OPE | VAS | VIT |
| --- | --- | --- | --- | --- | --- | --- |
| CAM | —   | —   | 3-0 | —   | 0-2 | 2-2 |
| COR | 1-0 | —   | 2-2 | 0-0 | —   | —   |
| NAC | —   | —   | —   | 0-1 | 0-0 | 1-0 |
| OPE | 1-3 | —   | —   | —   | —   | 0-2 |
| VAS | —   | 2-0 | —   | 3-0 | —   | —   |
| VIT | —   | 1-0 | —   | —   | 0-0 | —   |

|  |                                   |
|  | Classificado para a terceira fase |

### Grupo 3
| Time | Time      | P | J | V | E | D | GP | GC | SG |
| ---- | --------- | - | - | - | - | - | -- | -- | -- |
| 1    | Santos    | 9 | 5 | 4 | 1 | 0 | 8  | 2  | 6  |
| 2    | Grêmio    | 8 | 5 | 4 | 0 | 1 | 7  | 3  | 4  |
| 3    | Fortaleza | 5 | 5 | 1 | 3 | 1 | 5  | 4  | 1  |
| 4    | Náutico   | 4 | 5 | 1 | 2 | 2 | 7  | 8  | -1 |
| 5    | Coritiba  | 3 | 5 | 1 | 1 | 3 | 5  | 7  | -2 |
| 6    | America   | 1 | 5 | 0 | 1 | 4 | 2  | 10 | -8 |

|     | AME | CTB | FOR | GRE | NAU | SAN |
| --- | --- | --- | --- | --- | --- | --- |
| AME | —   | —   | —   | 0-1 | —   | 0-2 |
| CTB | 2-0 | —   | 0-0 | —   | —   | —   |
| FOR | 3-0 | 0-0 | —   | 1-3 | 0-0 | 1-1 |
| GRE | —   | 1-0 | —   | —   | 2-1 | 0-1 |
| NAU | 2-2 | 4-2 | —   | —   | —   | 0-2 |
| SAN | —   | 2-1 | 1-1 | —   | —   | —   |

|  |                                   |
|  | Classificado para a terceira fase |

### Grupo 4
| Time | Time                | P | J | V | E | D | GP | GC | SG |
| ---- | ------------------- | - | - | - | - | - | -- | -- | -- |
| 1    | Internacional       | 8 | 5 | 3 | 2 | 0 | 6  | 2  | 4  |
| 2    | Atlético Paranaense | 7 | 5 | 2 | 3 | 0 | 5  | 3  | 2  |
| 3    | São Paulo           | 5 | 5 | 1 | 3 | 1 | 3  | 3  | 0  |
| 4    | Portuguesa          | 4 | 5 | 1 | 2 | 2 | 4  | 6  | -2 |
| 5    | Fluminense          | 3 | 5 | 1 | 1 | 3 | 4  | 6  | -2 |
| 6    | Goiás               | 3 | 5 | 0 | 3 | 2 | 4  | 6  | -2 |

|     | ATP | FLU | GOI | INT | POR | SPA |
| --- | --- | --- | --- | --- | --- | --- |
| ATP | —   | —   | 2-1 | —   | 1-1 | —   |
| FLU | 0-1 | —   | —   | —   | 3-1 | 0-1 |
| GOI | —   | 1-1 | —   | —   | 0-1 | 1-1 |
| INT | 1-1 | 2-0 | 1-1 | —   | —   | —   |
| POR | —   | —   | —   | 0-1 | —   | —   |
| SPA | 0-0 | —   | —   | 0-1 | 1-1 | —   |

|  |                                   |
|  | Classificado para a terceira fase |

## Fase final
| 1 | Cruzeiro      | 4 | 3 | 1 | 2 | 0 | 5 | 3 | 2  |
| 2 | Vasco da Gama | 4 | 3 | 1 | 2 | 0 | 5 | 4 | 1  |
| 3 | Santos        | 2 | 3 | 1 | 0 | 2 | 4 | 6 | -2 |
| 3 | Internacional | 2 | 3 | 0 | 2 | 1 | 4 | 5 | -1 |
| PG - pontos ganhos; J - jogos; V - vitórias; E - empates; D - derrotas; GP - gols pró; GC - gols contra; SG - saldo de gols |               |   |   |   |   |   |   |   |    |

| 21 de julho de 1974 | Vasco da Gama                          | 2 – 1 | Santos   | Maracanã, Rio de Janeiro Público: 97.676 Árbitro: Agomar Martins (RS) |
|                     | Luís Carlos 15' · Roberto Dinamite 88' |       | Pelé 75' |                                                                       |

| 21 de julho de 1974 | Internacional | 1 – 1 | Cruzeiro           | Estádio Beira-Rio, Porto Alegre Árbitro: Oscar Scolfaro (SP) |
|                     | Valdomiro 19' |       | Roberto Batata 42' |                                                              |

| 24 de julho de 1974 | Cruzeiro      | 1 – 1 | Vasco da Gama | Mineirão, Belo Horizonte Público: 71.325 Árbitro: Sebastião Rufino (PE) |
|                     | Zé Carlos 44' |       | Alfinete 58'  |                                                                         |

| 24 de julho de 1974 | Santos                       | 2 – 1 | Internacional   | Morumbi, São Paulo Público: 19.882 Árbitro: Saul Mendes (BA) |
|                     | Brecha 31' · Fernandinho 83' |       | Claudiomiro 50' |                                                              |

| 28 de julho de 1974 | Santos             | 1 – 3 | Cruzeiro                                      | Morumbi, São Paulo Público: 40.616 Árbitro: Armando Marques (SP) |
|                     | Nenê Belarmino 77' |       | Palhinha 30' · Nelinho 31' · Dirceu Lopes 36' |                                                                  |

| 28 de julho de 1974 | Vasco da Gama                    | 2 – 2 | Internacional            | Maracanã, Rio de Janeiro Público: 118.777 Árbitro: Manuel Amaro de Lima (PE) |
|                     | Roberto Dinamite 4' · Zanata 22' |       | Lula 65' · Escurinho 77' |                                                                              |

### Jogo extra
Cruzeiro e Vasco ficaram empatados em primeiro lugar com quatro pontos, enquanto que Santos e Internacional ficaram com dois pontos. Nesse caso, o regulamento previa um jogo extra entre os dois primeiros colocados, com o jogo devendo ser realizado em Belo Horizonte, em função da melhor campanha do Cruzeiro ao longo do campeonato (38 pontos contra 34). Porém, em seu artigo 59, o regulamento do Campeonato Brasileiro de 1974 definia.
"Art 59 - Quando houver tentativa de agressão ou agressão por parte do público ou de dirigente, associado ou empregado do clube local a árbitro, seus auxiliares, dirigentes, empregados ou jogadores do clube visitante, o Departamento de Futebol da CBD reestruturará a tabela do Campeonato, invertendo o mando de campo de três jogos subsequentes do clube local".
[Jornal O Globo, p. 40, 30/07/1974]
Na partida disputada no Mineirão, em 24/07/1974, entre Cruzeiro e Vasco que terminou empatada, o Vice-presidente do Cruzeiro, Carmine Furletti, invadiu o campo de jogo e tentou agredir o árbitro Sebastião Rufino após uma possível penalidade envolvendo Palhinha do Cruzeiro e Joel do Vasco na área do clube carioca. O jornal O Globo, em sua edição do dia 26/07/1974 publicou:
"Para Sebastião Rufino, Palhinha se atirou no chão, encenando uma falta para tentar ganhar o jogo em seu final. Na súmula, o dirigente do Cruzeiro, Carmine Furletti, sofreu violenta carga. 'Ele tentou agredir-me'".
Os cruzeirenses alegavam que o artigo 59 não havia sido aplicado em outras oportunidades do mesmo campeonato, por isso, não deveria ser aplicado novamente. Mas na edição do dia 31/07/1974 do jornal O Globo, o presidente do Fluminense explicou o caso:
"O Regulamento visto pelo Flu
Explicação de Jorge Frias de Paula, presidente do Fluminense, para o fato de o artigo 59 do regulamento não ter sido aplicado antes:
'nenhum clube se lembrou de recorrer em tempo hábil. Os regulamentos existem para serem usados, desde que alguém se lembre de usá-los". [O Globo, p. 28, 31/07/1974)
Baseada, então, no regulamento, em razão do incidente de invasão de campo na partida anterior no Mineirão, a CBD, em comum acordo com os dirigentes do Vasco e do Cruzeiro determinou que a partida fosse disputada no Maracanã. Os mineiros tiveram de se contentar com a escalação de Wilson Piazza que teve um terceiro cartão amarelo não relatado pelo juiz na súmula, no jogo anterior, contra o Santos, e foram muito criticados pela imprensa local por estarem interessados na maior arrecadação com o público no Maracanã, e por isso aceitarem a decisão da CBD.
Durante a partida, os dois times apresentavam um futebol muito equilibrado. Apesar de o Cruzeiro ter um futebol mais técnico, o Vasco se mostrava bem no jogo. Mas o jogo se tornou um jogo nervoso e truncado, por conta de lances polêmicos protagonizados pelo juiz Armando Marques durante a partida. O Vasco abriu o placar com Ademir aos 14 minutos do primeiro tempo,após jogada ensaiada. O jogo seguia equilibrado, o Vasco teve sua chance ampliar o placar ainda na etapa inicial, em gol marcado por Jorginho Carvoeiro, mas anulado por alegado impedimento, configurando o primeiro de uma série de lances polêmicos do jogo. O Cruzeiro voltou melhor no segundo tempo, e o lateral direito Nelinho empatou a partida, num belo chute, aos 19 minutos do segundo tempo. Quando o Cruzeiro era melhor, Jorginho Carvoeiro foi lançado e colocou o Vasco na frente, aos 31 minutos do segundo tempo. O Cruzeiro ainda marcou o gol de empate, após jogada de linha de fundo, através do volante Zé Carlos, aos 43 minutos, porém o árbitro Armando Marques anulou o gol, em outro lance polêmico e muito reclamado pelos cruzeirenses. Ao final do jogo o juiz não deu nenhum acréscimo e encerrou a partida aos 45 minutos, fechando sua arbitragem com mais polêmica uma vez que os cruzeirenses reclamavam que o goleiro Andrada fizera a chamada "cera", retardando o jogo. Com um time que era marcado pela garra e não pela técnica, o Vasco se sagrou campeão sobre um poderoso Cruzeiro recheado de craques, em um jogo de muita polêmica em ambos os lados, antes mesmo de a bola rolar.
| 1 de agosto de 1974 | Vasco da Gama                       | 2 – 1 | Cruzeiro    | Maracanã, Rio de Janeiro Público: 112.933 Árbitro: Armando Marques (SP) |
|                     | Ademir 14' · Jorginho Carvoeiro 78' |       | Nelinho 64' |                                                                         |

Vasco: Andrada; Fidelis, Miguel, Moisés e Alfinete; Alcir, Zanata e Ademir; Jorginho Carvoeiro, Roberto Dinamite e Luis Carlos. Técnico: Mário Travaglini.
Cruzeiro: Vitor; Nelinho, Perfumo, Darci Menezes e Vanderlei; Piazza, Zé Carlos e Dirceu Lopes; Roberto Batata, Palhinha (Joãozinho) e Eduardo (Baiano). Técnico: Hilton Chaves.

## Premiação
| Campeonato Brasileiro de Futebol de 1974          |
| Guanabara                                         |
| ------------------------------------------------- |
| Club de Regatas Vasco da Gama Campeão (1° título) |

## Classificação final
| Classificação final | Classificação final    | Classificação final | Classificação final | Classificação final | Classificação final | Classificação final | Classificação final | Classificação final | Classificação final |  |
| Time | Time                   | PG                  | J                   | V                   | E                   | D                   | GP                  | GC                  | SG                  |  |
| --- | ---------------------- | ------------------- | ------------------- | ------------------- | ------------------- | ------------------- | ------------------- | ------------------- | ------------------- |  |
| 1 | Vasco da Gama          | 36                  | 28                  | 12                  | 12                  | 4                   | 33                  | 18                  | 15                  |  |
| 2 | Cruzeiro               | 38                  | 28                  | 14                  | 10                  | 4                   | 35                  | 17                  | 18                  |  |
| 3 | Santos                 | 34                  | 27                  | 13                  | 8                   | 6                   | 41                  | 25                  | 16                  |  |
| 4 | Internacional          | 34                  | 27                  | 12                  | 10                  | 5                   | 40                  | 26                  | 14                  |  |
| 5 | Grêmio                 | 38                  | 24                  | 18                  | 2                   | 4                   | 37                  | 11                  | 26                  |  |
| 6 | Flamengo               | 34                  | 24                  | 14                  | 6                   | 4                   | 41                  | 15                  | 26                  |  |
| 7 | Atlético Mineiro       | 31                  | 24                  | 13                  | 5                   | 6                   | 41                  | 26                  | 15                  |  |
| 8 | Vitória                | 31                  | 24                  | 10                  | 11                  | 3                   | 31                  | 18                  | 13                  |  |
| 9 | Atlético Paranaense    | 29                  | 24                  | 11                  | 7                   | 6                   | 29                  | 20                  | 9                   |  |
| 10 | São Paulo              | 29                  | 24                  | 8                   | 13                  | 3                   | 25                  | 15                  | 10                  |  |
| 11 | Palmeiras              | 28                  | 24                  | 10                  | 8                   | 6                   | 32                  | 25                  | 7                   |  |
| 12 | Guarani                | 28                  | 24                  | 10                  | 8                   | 6                   | 26                  | 22                  | 4                   |  |
| 13 | America                | 27                  | 24                  | 12                  | 3                   | 9                   | 32                  | 25                  | 7                   |  |
| 14 | Náutico                | 26                  | 24                  | 9                   | 8                   | 7                   | 29                  | 20                  | 9                   |  |
| 15 | Corinthians            | 26                  | 24                  | 8                   | 10                  | 6                   | 29                  | 21                  | 8                   |  |
| 16 | Fortaleza              | 25                  | 24                  | 9                   | 7                   | 8                   | 26                  | 23                  | 3                   |  |
| 17 | Operário-MS            | 25                  | 24                  | 9                   | 7                   | 8                   | 17                  | 22                  | -5                  |  |
| 18 | Portuguesa             | 25                  | 24                  | 6                   | 13                  | 5                   | 23                  | 22                  | 1                   |  |
| 19 | Coritiba               | 24                  | 24                  | 9                   | 6                   | 9                   | 29                  | 28                  | 1                   |  |
| 20 | Bahia                  | 24                  | 24                  | 7                   | 10                  | 7                   | 18                  | 22                  | -4                  |  |
| 21 | Goiás                  | 23                  | 24                  | 7                   | 9                   | 8                   | 25                  | 24                  | 1                   |  |
| 22 | Paysandu               | 21                  | 24                  | 6                   | 9                   | 9                   | 19                  | 30                  | -11                 |  |
| 23 | Nacional-AM            | 18                  | 24                  | 6                   | 6                   | 12                  | 17                  | 33                  | -16                 |  |
| 24 | Fluminense             | 18                  | 24                  | 4                   | 10                  | 10                  | 20                  | 28                  | -8                  |  |
| 25 | Tiradentes-PI          | 19                  | 19                  | 7                   | 5                   | 7                   | 19                  | 20                  | -1                  |  |
| 26 | Rio Negro-AM           | 19                  | 19                  | 6                   | 7                   | 6                   | 17                  | 23                  | -6                  |  |
| 27 | Sport                  | 18                  | 19                  | 4                   | 10                  | 5                   | 20                  | 22                  | -2                  |  |
| 28 | Remo                   | 16                  | 19                  | 5                   | 6                   | 8                   | 22                  | 27                  | -5                  |  |
| 29 | Olaria                 | 16                  | 19                  | 5                   | 6                   | 8                   | 17                  | 22                  | -5                  |  |
| 30 | América Mineiro        | 16                  | 19                  | 5                   | 6                   | 8                   | 19                  | 25                  | -6                  |  |
| 31 | Ceará                  | 16                  | 19                  | 4                   | 8                   | 7                   | 19                  | 23                  | -4                  |  |
| 32 | América de Natal       | 15                  | 19                  | 5                   | 5                   | 9                   | 12                  | 23                  | -11                 |  |
| 33 | Botafogo               | 15                  | 19                  | 4                   | 7                   | 8                   | 26                  | 29                  | -3                  |  |
| 34 | Desportiva Ferroviária | 14                  | 19                  | 4                   | 6                   | 9                   | 11                  | 27                  | -16                 |  |
| 35 | Santa Cruz             | 13                  | 19                  | 2                   | 9                   | 8                   | 17                  | 27                  | -10                 |  |
| 36 | Sampaio Corrêa         | 12                  | 19                  | 4                   | 4                   | 11                  | 14                  | 26                  | -12                 |  |
| 37 | CEUB                   | 12                  | 19                  | 3                   | 6                   | 10                  | 12                  | 23                  | -11                 |  |
| 38 | Itabaiana              | 10                  | 19                  | 5                   | 0                   | 14                  | 11                  | 30                  | -19                 |  |
| 39 | Avaí                   | 7                   | 19                  | 2                   | 3                   | 14                  | 11                  | 30                  | -19                 |  |
| 40 | CSA                    | 4                   | 19                  | 1                   | 2                   | 16                  | 6                   | 35                  | -29                 |  |
| PG – pontos; J – jogos disputados; V - vitórias; E - empates; D - derrotas; GP – gols pró; GC – gols contra; SG – saldo de gols |                        |                     |                     |                     |                     |                     |                     |                     |                     |  |

|  |                                                                        |
|  | Fase Final e classificados para a Taça Libertadores da América de 1975 |
|  | Eliminados nas Semifinais                                              |
|  | Eliminados na Segunda Fase                                             |

## Maiores públicos
- Aonde não consta informação sobre público pagante e presente, a referência é aos pagantes.

1. Vasco 2-2 Internacional, 118.777, 28 de julho de 1974, Maracanã.
2. Vasco 2-1 Cruzeiro, 112.993, 1 de agosto de 1974, Maracanã.

## Artilheiros
1. Roberto Dinamite (Vasco da Gama), 16 gols
2. Luisinho Tombo (America RJ), 15 gols